# Eddy Bembuana-Keve
Eddy Bembuana-Keve (ur. 24 grudnia 1972 w La Louvière) – kongijski piłkarz grający na pozycji napastnika.

## Kariera klubowa
Swoją karierę piłkarską Bembuana-Keve rozpoczął w klubie JS MA FC z Zairu. Następnie występował we francuskim klubie Levallois SC. Grał w nim w latach 1993–1994. Od 1994 roku grał w Belgii. Jego pierwszym klubem w tym kraju był Comblain Sport. Potem był zawodnikiem RCS Verviers, w którym grał w sezonie 1996/1997. W latach 1997–1999 występował w KFC Lommel, w latach 1999–2001 – w RAA Louviéroise, w latach 2001–2002 we włoskim US Avellino, w latach 2002–2003 w belgijskim KFC Verbroedering Geel.

## Kariera reprezentacyjna
W reprezentacji Demokratycznej Republiki Konga Bembuana-Keve zadebiutował w 1998 roku. W tym samym roku został powołany do kadry na Puchar Narodów Afryki 1998. Rozegrał na nim trzy mecze: z Tunezją (1:2), półfinałowy z Południową Afryką (1:2 i gol) i o 3. miejsce z Burkina Faso (4:4, k. 4:1). Z Demokratyczną Republiką Konga zajął 3. miejsce w tym turnieju.